# Antonio Rusconi (politico)
Antonio Rusconi (Valmadrera, 4 dicembre 1958) è un politico italiano.
Insegnante di italiano e storia, è stato tre volte sindaco della città di Valmadrera: dal 1995 al 2004 (per due mandati consecutivi) e, successivamente, dal 2019 al 2024.  
A maggio 2001 è eletto alla Camera dei Deputati con La Margherita, entrando a far parte della VII Commissione (Cultura, Scienza e Istruzione); viene rieletto Deputato alle elezioni del 2006, questa volta tra le file dell'L'Ulivo, restando membro della VII Commissione. Alle elezioni politiche anticipate del 2008, è nuovamente eletto ma questa volta al Senato della Repubblica dove, per il Partito Democratico, entra a far parte della VII Commissione permanente (Istruzione pubblica, Beni culturali). Candidato nuovamente al Senato con il PD, non riesce a essere rieletto alle elezioni politiche del 2013.
Nel periodo tra il 2013 e il 2014 ha ricoperto la carica di presidente del Calcio Lecco 1912.